# (34530) 2000 ST212
2000 ST212 (asteroide 34530) é um asteroide da cintura principal. Possui uma excentricidade de 0.13379770 e uma inclinação de 11.69510º.
Este asteroide foi descoberto no dia 25 de setembro de 2000 por LINEAR em Socorro.